# Veronica Hamel
Veronica Hamel (Philadelphia, 20 november 1943) is een Amerikaanse actrice. Ze studeerde aan de Temple University. Ze begon haar carrière als model nadat ze was ontdekt door Eileen Ford. Haar eerste filmrol was in Klute (1971).
Vanaf 1975 verscheen ze op televisie. Ze werd gevraagd voor een hoofdrol in Charlie's Angels, maar dat aanbod sloeg ze af. Producer Aaron Spelling gaf de rol aan Jaclyn Smith. Hamels bekendste rol is waarschijnlijk die van Joyce Davenport, de gedreven advocate en geliefde van captain Frank Furillo in de televisieserie Hill Street Blues. Haar laatste rollen als actrice in televisieseries en films vertolkte Hamel in 2008.
In 1972, 10 jaar na de dood van Marilyn Monroe kocht Hamel samen met haar toenmalige echtgenoot acteur Michael Irving de laatste woonplaats van Monroe, een villa in Brentwood, Los Angeles.  Bij haar scheiding in 1981 moest ze evenwel verhuizen. Door US Magazine werd ze in 1983 op de lijst van de best geklede personen vermeld.